# Billetes de yen japonés

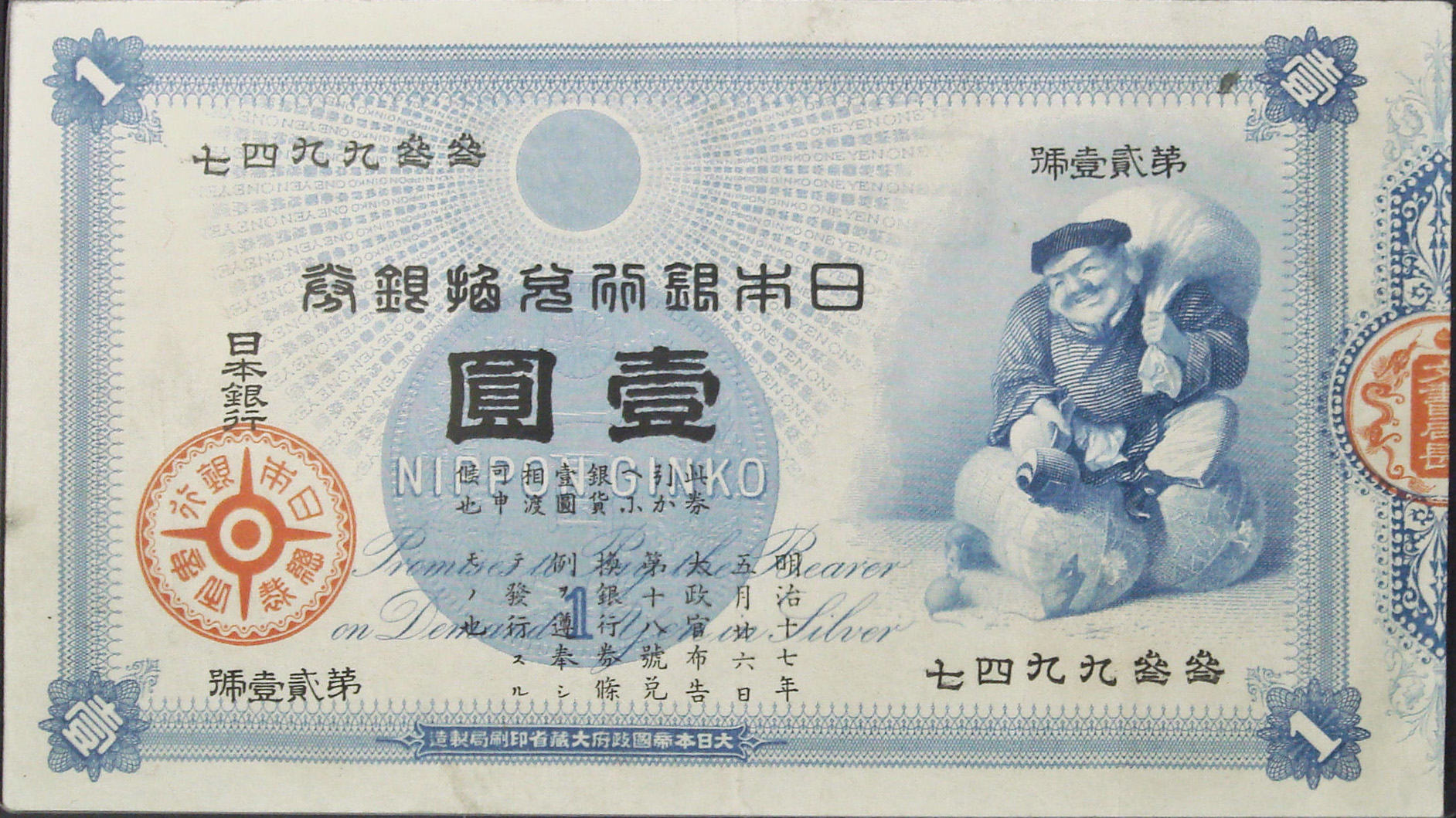

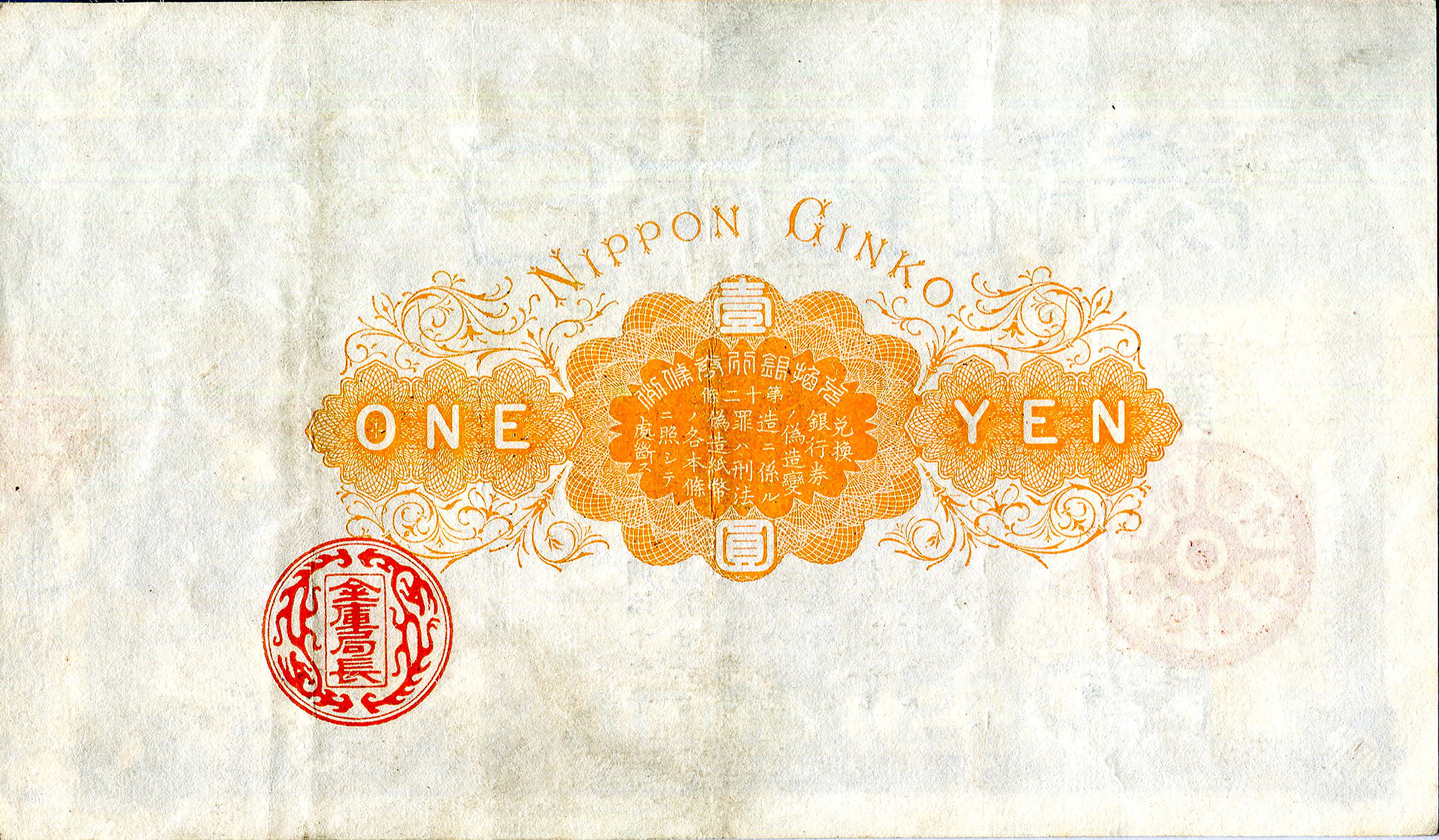
Uno de los primeros yen

Los billetes del yen japonés son la forma física de la divisa de Japón. La emisión de los billetes de yen inicia en 1872, dos años después de que la moneda fue introducida al país. A lo largo de la historia, las denominaciones han oscilado entre 0.05 yen a 10 000 yen.

## Antes de la Guerra Mundial

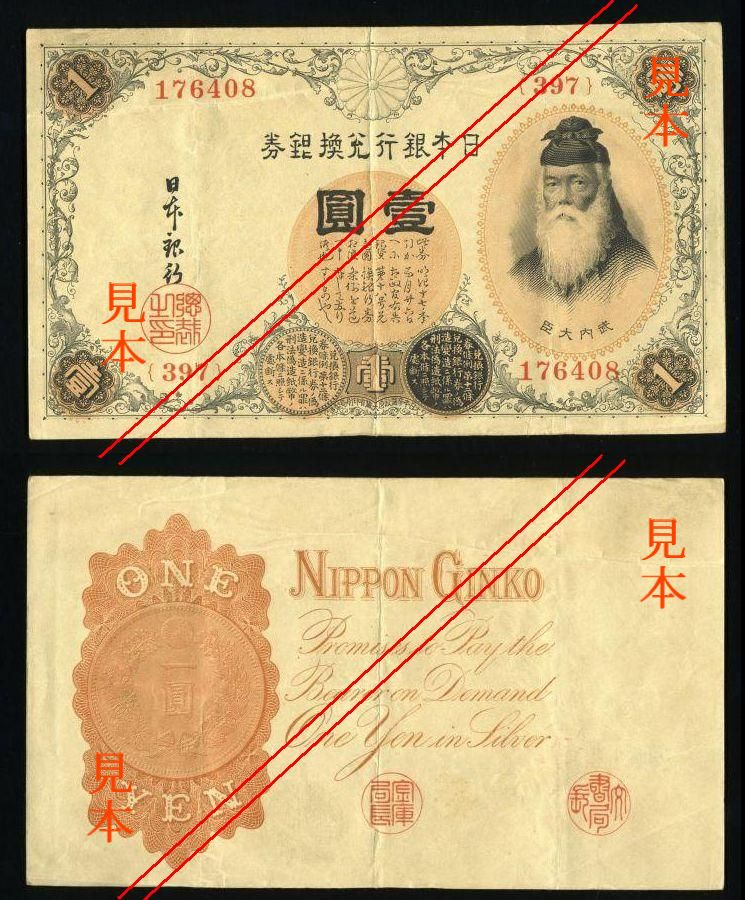
Billete de 1 Yen, Papel Moneda Imperial Japonés

En 1872, el Ministerio de Hacienda introdujo los billetes en denominaciones entre 10 sen y 100 yen 100, llamado "Papel Moneda Imperial Japonés", seguido en 1873 en denominaciones de 1 yen hasta 20 yenes. El "Papel Moneda Imperial Japonés" se emitió entre 1881 y 1883 en denominaciones de 20 sen a 10 yen.
En 1877 y 1878, El Banco Nacional Imperial Japonés emitió los billetes de 1 y 5 yenes. En 1885, el Banco de Japón comenzó la emisión de billetes, en denominaciones de 1, 5, 10 y 100 yen. El billete de 20 yen se añadió en 1917, seguido por el billete de 200 yen en 1927 y 1000 yen en 1945.
Entre 1917 y 1922, el gobierno emitió billetes de 10, 20 y 50 sen. El billete de 50 sen fue reintroducido en 1938. En 1944, los billetes de 5 y 10 sen fueron introducidos por el Banco de Japón.

## Billetes de las Fuerzas de Ocupación
Los aliados emitieron billetes en denominaciones de 10 y 50 sen, 1, 5, 10, 20, 100 y 1000 yen entre 1945 y 1951, tiempo durante el cual el Banco de Japón también emitió billetes. La cifra de billetes por debajo de 1 yen se declaró inválida el 31 de diciembre de 1953 por la misma legislación que se mencionó anteriormente.
Australia hace actualmente billetes por la ocupación, así y los que se puede ver en la página web del Banco de Reserva de Australia.

## La recuperación de la soberanía
En la década de 1950, los billetes por debajo de 50 yen habían sido reemplazados por las monedas, seguidas por las de 50 y 100 yen en la década de 1950. En 1957 y 1958, los billetes de 5000 y 10.000 yen fueron introducidos. Los billetes de 500 yen fueron reemplazados a partir de 1982, mientras que los billetes de 2000 yen se introdujeron en el año 2000.

## 1946-48
| Serie A (1946–48) | Serie A (1946–48) | Serie A (1946–48) | Serie A (1946–48) | Serie A (1946–48)                                                                             | Serie A (1946–48)       | Serie A (1946–48)       | Serie A (1946–48)        | Serie A (1946–48)       |
| Imagen            | Imagen            | Valor             | Dimensiones       | Descripción                                                                                   | Descripción             | Fecha de                | Fecha de                 | Fecha de                |
| Anverso           | Reverso           | Valor             | Dimensiones       | Anverso                                                                                       | Reverso                 | Emisión                 | Suspensión de la emisión | Expiró                  |
| ----------------- | ----------------- | ----------------- | ----------------- | --------------------------------------------------------------------------------------------- | ----------------------- | ----------------------- | ------------------------ | ----------------------- |
|                   |                   | ¥0.05             | 94 × 48 mm        | Flores Prunus mume                                                                            | Patrones Geométricos    | 25 de mayo de 1948      | 31 de diciembre de 1953  | 31 de diciembre de 1953 |
|                   |                   | ¥0.1              | 100 × 52 mm       | Palomas                                                                                       | El edificio de la Dieta | 5 de septiembre de 1947 | 31 de diciembre de 1953  | 31 de diciembre de 1953 |
|                   |                   | ¥1                | 124 × 68 mm       | Ninomiya Sontoku                                                                              | Patrones Geométricos    | 19 de marzo de 1946     | 1 de octubre de 1958     | Válido                  |
|                   |                   | ¥5                | 132 × 68 mm       | Patrones Geométricos                                                                          | Patrones Geométricos    | 5 de marzo de 1946      | 1 de abril de 1955       | Válido                  |
|                   |                   | ¥10               | 140 × 76 mm       | El edificio de la Dieta                                                                       | Patrones Geométricos    | 25 de febrero de 1946   | 1 de abril de 1955       | Válido                  |
|                   |                   | ¥100              | 162 × 93 mm       | Príncipe Shōtoku, "Yumedono" (Un salón asociado con el príncipe Shotoku en el templo Horyuji) | Templo Hōryū-ji         | 25 de febrero de 1946   | 5 de julio de 1956       | Válido                  |

## 1950-53
| Serie B (1950–53) | Serie B (1950–53) | Serie B (1950–53) | Serie B (1950–53) | Serie B (1950–53) | Serie B (1950–53)  | Serie B (1950–53)                   | Serie B (1950–53)      | Serie B (1950–53)     |
| Imagen            | Imagen            | Valor             | Dimensiones       | Color principal   | Descripción        | Descripción                         | Fecha de               | Fecha de              |
| Anverso           | Reverso           | Valor             | Dimensiones       | Color principal   | Anverso            | Reverso                             | Emisión                | Suspensión de emisión |
| ----------------- | ----------------- | ----------------- | ----------------- | ----------------- | ------------------ | ----------------------------------- | ---------------------- | --------------------- |
| 50 Yen            | 50 yen (reverso)  | ¥50               | 144 × 68 mm       | Naranja           | Takahashi Korekiyo | Oficinas centrales del Nippon Ginkō | 1 de diciembre de 1951 | 1 de octubre de 1958  |
|                   |                   | ¥100              | 148 × 76 mm       | Café-Naranja      | Itagaki Taisuke    | El edificio de la Dieta             | 1 de diciembre de 1953 | 1 de agosto de 1974   |
|                   |                   | ¥500              | 156 × 76 mm       | Azul Oscuro       | Iwakura Tomomi     | Monte Fuji                          | 2 de abril de 1951     | 4 de enero de 1971    |
|                   |                   | ¥1000             | 164 × 76 mm       | Gris              | Príncipe Shōtoku   | "Yumedono"                          | 7 de enero de 1950     | 4 de enero de 1965    |
|                   |                   |                   |                   |                   |                    |                                     |                        |                       |

## 1957-69
| Serie C (1957–69)            | Serie C (1957–69) | Serie C (1957–69) | Serie C (1957–69) | Serie C (1957–69) | Serie C (1957–69) | Serie C (1957–69)                                       | Serie C (1957–69)      | Serie C (1957–69)     |
| Imagen                       | Imagen            | Valor             | Dimensiones       | Color Principal   | Descripción       | Descripción                                             | Fecha de               | Fecha de              |
| Anverso                      | Reverso           | Valor             | Dimensiones       | Color Principal   | Anverso           | Reverso                                                 | Emisión                | Suspensión de Emisión |
| ---------------------------- | ----------------- | ----------------- | ----------------- | ----------------- | ----------------- | ------------------------------------------------------- | ---------------------- | --------------------- |
| billete de 500 yenes de 1969 | 500 Yen (reverso) | ¥500              | 159 × 72 mm       | Azul              | Iwakura Tomomi    | Monte Fuji                                              | 1 de noviembre de 1969 | 1 de abril de 1994    |
|                              |                   | ¥1000             | 164 × 76 mm       | Amarillo-Verde    | Itō Hirobumi      | Las oficinas centrales del Nippon Ginkō                 | 1 de noviembre de 1963 | 4 de enero de 1986    |
|                              |                   | ¥5000             | 169 × 80 mm       | Verde-Café        | Príncipe Shōtoku  | Las oficinas centrales del Nippon Ginkō                 | 1 de octubre de 1957   | 4 de enero de 1986    |
|                              |                   | ¥10000            | 174 × 84 mm       | Café-Verde        | Príncipe Shōtoku  | Una pintura de los pilares de Hōō en el templo Byōdō-in | 1 de diciembre de 1958 | 4 de enero de 1986    |

## 1984
| Serie D (1984) | Serie D (1984) | Serie D (1984) | Serie D (1984) | Serie D (1984)  | Serie D (1984)   | Serie D (1984)                      | Serie D (1984)         | Serie D (1984)        |
| Imagen         | Imagen         | Valor          | Dimensiones    | Color Principal | Descripción      | Descripción                         | Fecha de               | Fecha de              |
| Anverso        | Reverso        | Valor          | Dimensiones    | Color Principal | Anverso          | Reverso                             | Emisión                | Suspensión de Emisión |
| -------------- | -------------- | -------------- | -------------- | --------------- | ---------------- | ----------------------------------- | ---------------------- | --------------------- |
|                |                | ¥1000          | 150 × 76 mm    | Azul            | Natsume Sōseki   | Un par de Grullas                   | 1 de noviembre de 1984 | 2 de abril de 2007    |
|                |                | ¥5000          | 155 × 76 mm    | Púrpura         | Nitobe Inazō     | Monte Fuji, Lago Motosu y un cerezo | 1 de noviembre de 1984 | 2 de abril de 2007    |
|                |                | ¥10000         | 160 × 76 mm    | Café            | Fukuzawa Yukichi | Un par de faisanes                  | 1 de noviembre de 1984 | 2 de abril de 2007    |

Debido al descubrimiento de un gran número de billetes falsos de la Serie D a finales de 2004, todos los billetes de la Serie D, excepto el de ¥ 2,000 quedaron virtualmente retirados el 17 de enero de 2005, y se suspendió oficialmente su emisión el 2 de abril de 2007. De acuerdo con un comunicado de prensa de la Agencia Nacional de Policía (Japón), se incautaron 11.717 billetes falsificados de la serie D (sin incluir la denominación de ¥ 2,000) en 2005. Sin embargo, se incautaron sólo 486 billetes falsos de emisión actuales, a saber, la serie E ¥ 1000, ¥ 5000, ¥ 10.000, y la Serie D 2000 ¥.

## 2000
| Serie conmemorativa D (2000) | Serie conmemorativa D (2000) | Serie conmemorativa D (2000) | Serie conmemorativa D (2000) | Serie conmemorativa D (2000) | Serie conmemorativa D (2000) | Serie conmemorativa D (2000)                             | Serie conmemorativa D (2000) |
| Imagen                       | Imagen                       | Valor                        | Dimensiones                  | Color Principal              | Descripción                  | Descripción                                              | Fecha de emisión             |
| Anverso                      | Reverso                      | Valor                        | Dimensiones                  | Color Principal              | Anverso                      | Reverso                                                  | Fecha de emisión             |
| ---------------------------- | ---------------------------- | ---------------------------- | ---------------------------- | ---------------------------- | ---------------------------- | -------------------------------------------------------- | ---------------------------- |
|                              |                              | ¥2000                        | 154 × 76 mm                  | Verde                        | Shurei-mon                   | Escena del cuento de Genji y retrato de Murasaki Shikibu | 19 de julio de 2000          |

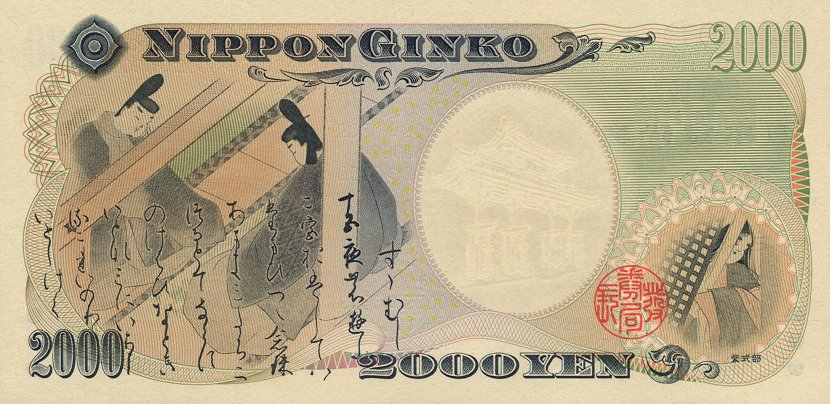
Billete de 2000 Yen con El cuento de Genji y Murasaki Shikibu en la esquina derecha

Este es el billete actual. El billete de 2000 yenes se publicó por primera vez el 19 de julio de 2000 al conmemorar la 26° cumbre del G8 de Okinawa y el inicio del nuevo milenio. En el anverso del billete se aprecia la parte frontal de Shureimon, una famosa puerta en Naha, Okinawa que se encontraba cerca de la sede de la cumbre. En el reverso, aparece una escena de La Historia de Genji y el autor Murasaki Shikibu en la esquina inferior derecha. El motivo de la escena fue tomada de las pinturas conservadas del siglo XII iluminados de la novela que se conservan en el Museo de Arte Tokugawa de Nagoya. La imagen de Murasaki Shikibu se ha tomado de la edición Gotoh del Diario de Murasaki Shikibu Emaki, celebrada en el Museo Gotoh.
Estos billetes son raros en el mercado, pero fácilmente se encuentran en los bancos. Muchos japoneses consideran el billete de 2000 yenes una novedad, ya que es el único billete de denominación japonesa con el factor 2. Para promover la circulación de los billetes, algunas empresas han comenzado a pagar los salarios en los mismos. La serie D es el primero en mostrar la Constelación de EURión.

## 2004
| Serie E (2004) | Serie E (2004) | Serie E (2004) | Serie E (2004) | Serie E (2004)   | Serie E (2004)   | Serie E (2004)                                                | Serie E (2004)         |
| Imagen         | Imagen         | Valor          | Dimensiones    | Color <principal | Descripción      | Descripción                                                   | Fecha de Emisión       |
| Anverso        | Reverso        | Valor          | Dimensiones    | Color <principal | Anverso          | Reverso                                                       | Fecha de Emisión       |
| -------------- | -------------- | -------------- | -------------- | ---------------- | ---------------- | ------------------------------------------------------------- | ---------------------- |
|                |                | ¥1000          | 150 × 76 mm    | Azul             | Noguchi Hideyo   | Monte Fuji, Lago Motosu y Cerezo                              | 1 de noviembre de 2004 |
|                |                | ¥5000          | 156 × 76 mm    | Púrpura          | Higuchi Ichiyō   | "Kakitsubata-zu" (Pintura de Iris, un trabajo de Ogata Kōrin) | 1 de noviembre de 2004 |
|                |                | ¥10000         | 160 × 76 mm    | Café             | Fukuzawa Yukichi | Estatua de hōō (phoenix) del templo Byōdō-in                  | 1 de noviembre de 2004 |

Esta es la emisión actual. El patrón Constelación de EURión puede ser observado en la serie E.